# دوین دردریان
دوین دردریان ( زادهٔ ۲۴ نوامبر ۲۰۰۳) بازیکن فوتبال در پست هافبک اهل ارمنستان است.

## تیم ملی
وی همچنین در تیم ملی فوتبال زیر ۱۹ سال زنان ارمنستان بازی کرده‌است. 